# Jussarö

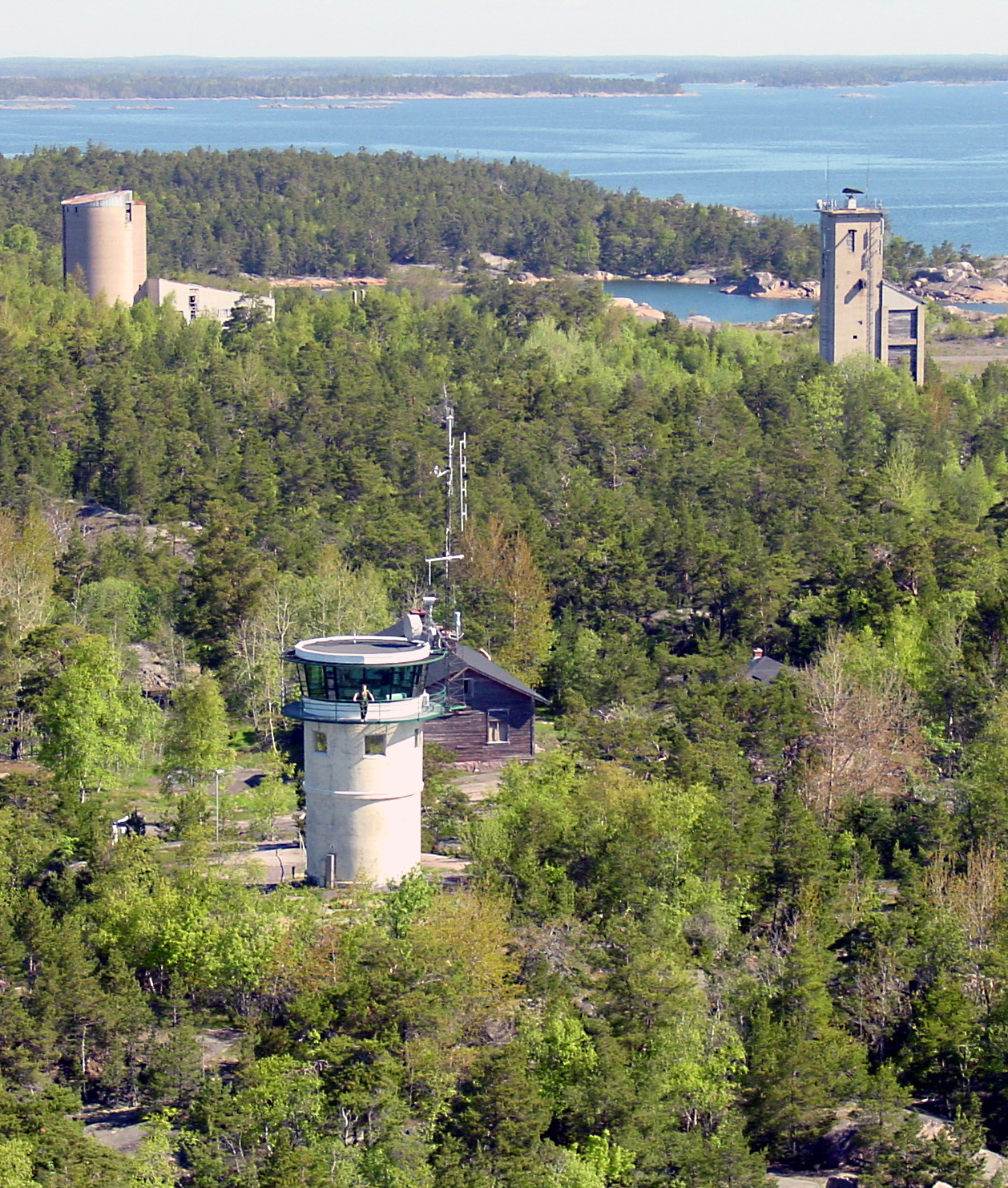
Tornen på Jussarö sedda från söder. Närmast syns sjöbevakarnas före detta övervakningstorn som byggdes på resterna av fyren som sprängdes 1940.

Jussarö (finska: Jussaari) är en ö i Finska viken i Raseborgs stad, Finland. Även finskspråkiga använder ofta den svenskspråkiga namnformen på ön.
Jussarö fyr uppfördes 1922 på ön Sundharun som ligger 3,5 kilometer sydsydväst om själva Jussarö.

## Etymologi
Ortnamnsforskare utgår från att öns ursprungliga namn var Juutinsaari ("Danskön"). Ön nämns för första gången i en dansk farledsbeskrivning under namnet Iuxarae. Senare har öns namn bland annat stavats Jusar (1547) och Jussar (1581).

## Historia
Första gången Jussarö omnämns i historiska källor är i en dansk farledsbeskrivning från 1200-talet (modern benämning Kung Valdemars segelled). I den går Jussarö under namnet Iuxare. Enligt vedertagen historieskrivning fick Jussarö permanent bosättning i slutet av 1700-talet och i början av 1800-talet uppfördes de första byggnaderna för lotsarna. 
På 1600-talet observerade sjöfarare magnetiska störningar som försvårade sjöfarten på området och de första sjökorten gjordes på 1750-talet. På Jussarö har järnmalmsbrytning förekommit periodvis. 1817 inleddes malmbrytning på ön. Ryssland hyste förhoppningar om att göra sig oberoende av järnmalmsimport från Sverige. I mitten av 1800-talet användes fångar som arbetskraft i gruvan. Här kan nämnas att det fanns på den tiden även ett bönehus för de fångar som arbetade i gruvan. Ekenäs-kaplanen predikade där en gång i månaden.  År 1861 upphörde malmbrytningen i stor skala på grund av att malmkvaliteten var dålig. Efter det bodde det ett sjuttiotal personer på ön, mest fyrvaktare, lotsar och fiskare. 
En sjöbevakningsstation grundades på ön 1930.  
Gruvdriften återupptogs i större skala år 1961, nu av en malmåder öster om ön. Brytningen skedde i schakt cirka 150 meter under havsbottnen. Brytningen upphörde 1967 som en följd av ändrade konkurrensvillkor på den internationella malmmarknaden. 
Som minne från gruvepoken finns förfallna flerfamiljshus kvar och ett flertal andra förfallna bostads- och industribyggnader, vilket gör att delar av ön framstår som något av en spökstad. 
Den första fyren på själva Jussarö, märkesfyren, byggdes år 1811. Den 1 november 1891 togs en ny fyr i bruk på själva Jussarö och den släcktes 1922. Fyren sprängdes sedermera av finländsk militär den 12 mars 1940 och den tornrest som blev kvar fungerade fram till hösten 2011 som sjöbevakarnas övervakningstorn (se bild, 59°49′14.4″N 23°34′23.5″Ö / 59.820667°N 23.573194°Ö). Nuvarande "Jussarö fyr" står inte på själva Jussarö utan på ön Sundharun som ligger tre och en halv kilometer i sydsydväst.
Försvarsmakten började befästa Jussarö år 1955, men de 4 fasta kanonerna (76 K 31) togs bort när kalla kriget var över. Nylands brigad använde Jussarös östra halva som övningsområde för bland annat artilleri mellan åren 1976 och 2003. År 1989 blev västra halvan av ön en del av Ekenäs skärgårds nationalpark och på våren 2005 öppnades även den östra delen för allmänheten. 
På ön finns en gästhamn (59°49′50.9″N 23°34′20.6″Ö / 59.830806°N 23.572389°Ö), ett sommarcafé, en bastu, en naturstig samt möjlighet att övernatta.

### Fotnoter
1. ↑  Cultural sites of national interest.[källa från Wikidata]
2. ↑  ”Jussarö”. Uppslagsverket Finland (uppslagsverket.fi). https://uppslagsverket.fi/sv/sok/view-170045-Jussaroe. Läst 20 januari 2022.
3. ↑  Lars Huldén: Finlandssvenska bebyggelsenamn, 2001. Sidan 200.
4. ↑  (svenska) Svenska YLE Arkiverad 25 november 2007 hämtat från the Wayback Machine.